# Maria Felicidade de Saboia
Maria Felicidade de Saboia (em italiano: Maria Felicita Vittoria di Savoia ; Turim, 19 de março de 1730 - Roma, 13 de maio de 1801) foi uma princesa italiana da Casa de Saboia. Era a quarta filha, a terceira menina, de Carlos Emanuel III da Sardenha, com sua segunda esposa a princesa Polixena de Hesse-Rotemburgo.